# Йорданчо Чевревски
Йорданчо (Данчо) Борисов Чевревски (на македонска литературна норма: Јорданчо Борис Чеврески) е актьор и филмов продуцент от Република Македония.

## Биография
Роден е на 17 май 1951 година в Скопие, Федеративна народна република Югославия. Дипломира се във Факултета за драматични изкуства на Скопския университет. Специализира в Калифорнийския университет, Лос Анджелис. Съосновател на частната продуцентска филмова агенция ТРИАНГЪЛ. Професор и декан на факултета за драматични изкуства в Скопския университет, а по-късно е член на съвета на МРТВ. В 2012 година е разкрито, че в периода между 1987 и 1995 година е сътрудник на югославските тайни служби с псевдонима Танц и пише доноси за свои колеги актьори. Играе в близо 50 филма от Република Македония.